# Глевіц
Глевіц (нім. Glewitz) — громада в Німеччині, розташована в землі Мекленбург-Передня Померанія. Входить до складу району Передня Померанія-Рюген. Складова частина об'єднання громад Францбург-Ріхтенберг.
Площа — 41,99 км2. Населення становить 544 ос. (станом на 31 грудня 2020).

## Галерея

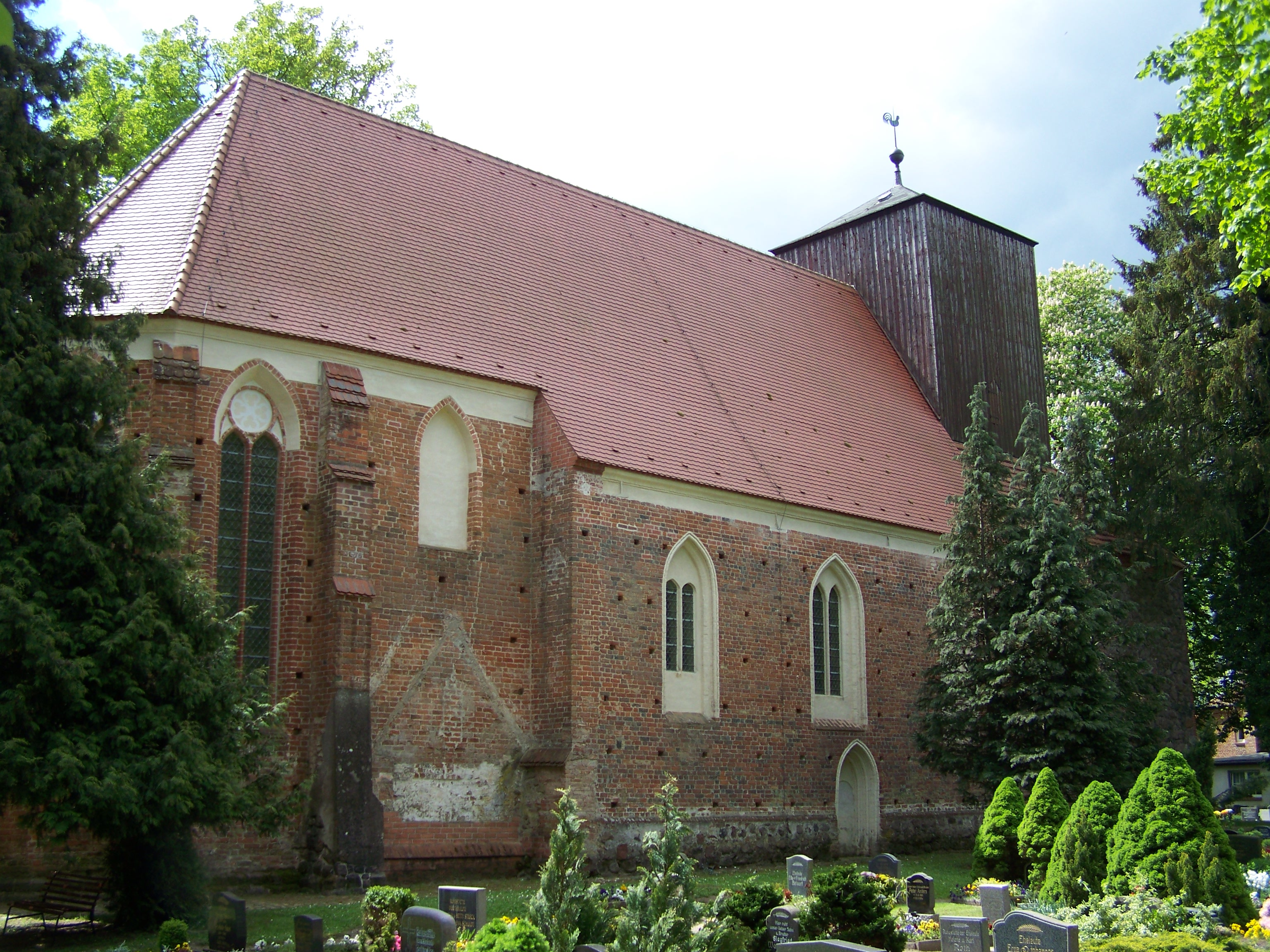
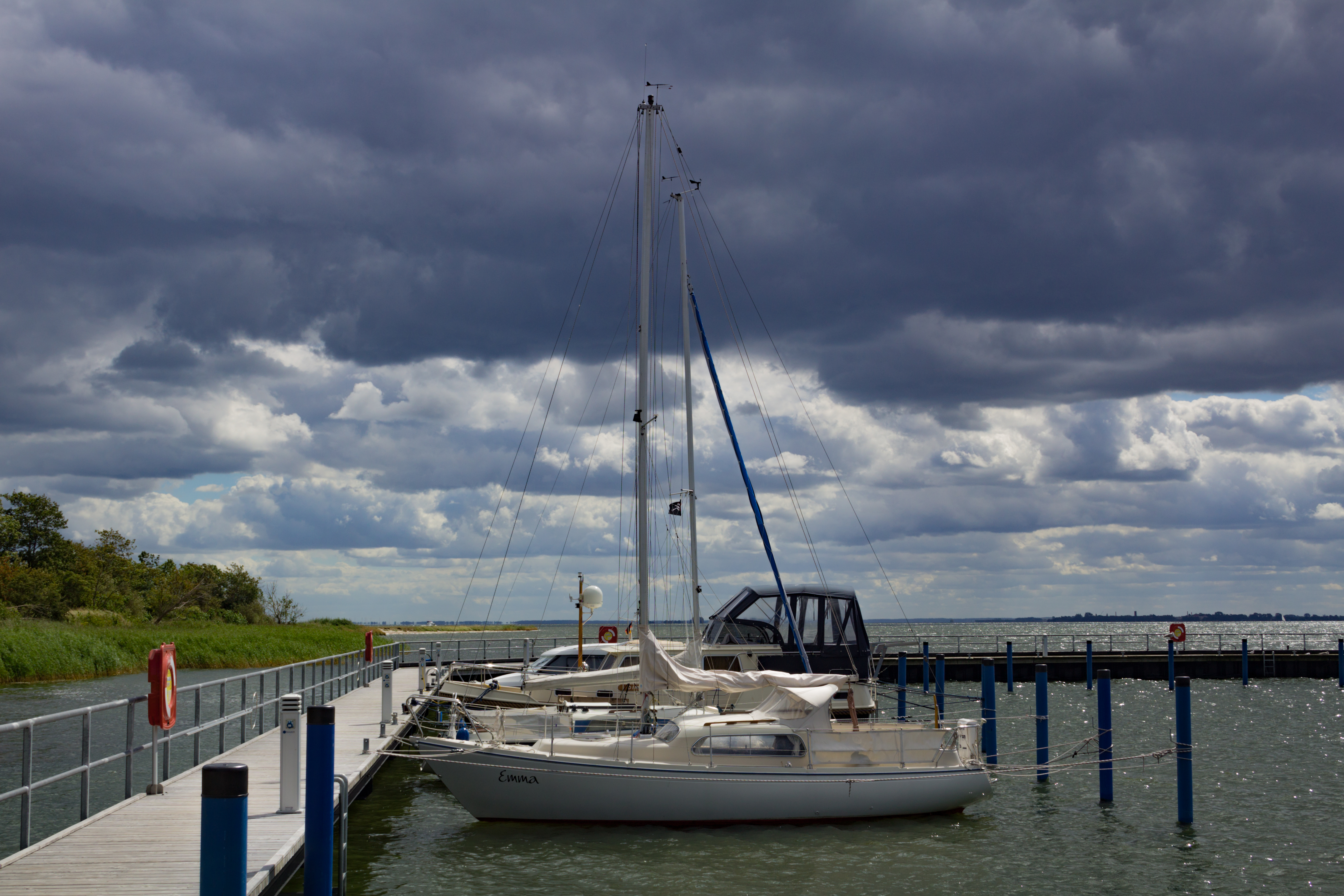